# Tarak Ben Ammar
Pour les articles homonymes, voir Ammar.
Tarak Ben Ammar (arabe : طارق بن عمّار), né le 12 juin 1949 à Tunis, est un producteur de cinéma, distributeur de films et homme d'affaires tunisien.

## Biographie

### Formation
Il entreprend une carrière cinématographique après avoir étudié au lycée catholique international de Rome puis les relations internationales à l'université de Georgetown à Washington.

### Producteur et distributeur
En 1974, de retour en Tunisie, Tarak Ben Ammar décide de se lancer dans le cinéma, il crée Carthago Films à Monastir et fonde des studios localisés à Ben Arous. Une soixantaine de films y sont tournés en dix ans : de nombreuses superproductions américaines dont La Guerre des étoiles, Les Aventuriers de l'arche perdue de Steven Spielberg, Jésus de Nazareth de Franco Zeffirelli, mais aussi certains de ses propres films comme La Traviata, Deux heures moins le quart avant Jésus-Christ ou Pirates de Roman Polanski (pour l'ensemble de ces films, 200 millions de dollars investis en Tunisie et 20 000 emplois créés). Ayant compris que le cinéma ne peut être qu'international donc universel, il développe des productions et des co-productions en Europe et aux États-Unis. Il collabore avec des réalisateurs comme Zeffirelli, Polanski, Brian De Palma et Mel Gibson entre autres. En 25 ans, pour un budget total de plus de 500 millions de dollars, Tarak Ben Ammar produit plus de cinquante films de facture internationale.
Ayant produit en 1983 une série de douze épisodes sur la chute de l'Empire romain, A.D. : Anno Domini, avec Silvio Berlusconi, il s'associe avec ce dernier en 1989, afin de renforcer son potentiel dans la production internationale, et crée une nouvelle société, Quinta Communications (it), au capital de 130 millions de francs français. À son actif figure la production de dizaines de films, téléfilms et séries télévisées. En 2002, il prend le contrôle de Quinta Industries, entreprise spécialisée dans la postproduction.
En février 2004, il crée une division distribution chargée de diffuser les films produits ou co-produits par Quinta Communications, ainsi que les films dont il a acquis les droits sur différents territoires européens. Cette division signe un contrat de distribution pour La Passion du Christ de Mel Gibson,.
En 2005, il s'associe aux frères Weinstein, anciens dirigeants de la division Miramax de Disney, pour fonder une nouvelle mini-major américaine, la Weinstein Company. Il fait également l'acquisition en 2007 de la société Eagle Pictures, spécialisée dans la distribution de films hollywoodiens.
En 2008, en partenariat avec le groupe Mediaset, il annonce son arrivée dans le capital de la chaîne maghrébine Nessma. Il co-produit également le film de Rachid Bouchareb, Hors la loi, retenu en sélection officielle du Festival de Cannes 2010 et nommé aux Oscars.
En 2010, il co-produit un film dirigé par Julian Schnabel, Miral, qui fait l'ouverture officielle de la Mostra de Venise. En 2011, il co-produit le film Et maintenant, on va où ? réalisé par Nadine Labaki et qui gagne le prix François-Chalais au Festival de Cannes. La même année, il produit le film Or noir dirigé par Jean-Jacques Annaud. En 2012, peu avant la cérémonie d'ouverture de la Mostra de Venise, Ben Ammar acquiert les droits italiens du film réalisé par Mira Nair, L'Intégriste malgré lui. Il participe par ailleurs au financement de la Cité du cinéma de Luc Besson, inaugurée en septembre 2012.
En mai 2013, il s'associe à Naguib Sawiris pour investir dans le financement de la production et la distribution de films et de séries TV pour les marchés internationaux et arabes, ainsi que pour l'acquisition d'entreprises dans le secteur des médias.
En mai 2015, Tarak Ben Ammar est nommé au conseil de surveillance de Vivendi. En janvier 2016, il entre au conseil de surveillance de la chaîne d'information européenne Euronews.
Toujours en 2016, il devient président du conseil d'administration du holding Nessma[réf. nécessaire], dont il est actionnaire à hauteur de 40,89 % (avec son groupe Prima TV (it)), en association avec la société Mediaset, actionnaire à hauteur de 34,12 % et la société Karoui & Karoui Luxe, actionnaire à hauteur de 24,99 %.
En 2017, il co-produit, à travers sa filiale Eagle Pictures et aux côtés de MGM Television et de Barbary Films, la mini-série américaine à succès La Vérité sur l'affaire Harry Quebert, une adaptation du roman policier de Joël Dicker, vendu à plus de trois millions d'exemplaires, dans le cadre d'une association entre un major américain et des producteurs européens en vue de produire une œuvre destinée simultanément aux deux marchés.
Toujours en 2017, Tarak Ben Ammar est derrière la décision du limogeage du producteur Harvey Weinstein, accusé d'agressions sexuelles par de nombreuses actrices. Il prend ensuite les commandes de la Weinstein Company et y réalise une opération de sauvetage financier conclue avec le fonds d'investissement Lantern Capital Partners.
En 2019, Tarak Ben Ammar s'associe à Gary Barber, le fonds d'investissement Lantern Capital Partners et Cineworld, l'un des plus importants circuits de salles de cinéma du monde, pour fonder le studio indépendant Spyglass. Ce studio « aura l'agilité et l'attractivité d'un studio indépendant et les moyens d'une major » selon Tarak Ben Ammar. En septembre de la même année, le film American Skin produit par Tarak Ben Ammar et réalisé par Nate Parker remporte le prix du meilleur film à la Mostra de Venise dans la section Sconfini.
Début 2022, il devient l'unique actionnaire des Studios de Paris, société qui détient des studios de la Cité du cinéma.

### Autres activités
De juin 1996 à 1998, il est le manager de Michael Jackson et produit sa tournée mondiale (50 concerts).
En 2002, il rachète le groupe Dataciné puis, l'année suivante, la société de postproduction Duran Duboi. Il regroupe ses activités dans les industries techniques dans la holding Quinta Industries, finalement liquidée en 2011.

### Vie privée
Tarak Ben Ammar est le fils de Mondher Ben Ammar, avocat, homme politique et diplomate tunisien, et d'une mère corse, née Gaggeri. Sa tante Wassila Ben Ammar a été Première dame de Tunisie en tant que seconde épouse de Habib Bourguiba, premier Président de la République tunisienne.
Il est par ailleurs le père de la mannequin franco-tunisienne Sonia Ben Ammar et le frère de l'écrivaine Hélé Béji.

## Filmographie

### Producteur
- 1976 : Les Magiciens de Claude Chabrol
- 1977 : Jésus de Nazareth de Franco Zeffirelli
- 1979 :
  - Le Larron de Pasquale Festa Campanile
  - L'Adolescente de Jeanne Moreau
- 1981 : Tais-toi quand tu parles de Philippe Clair
- 1982 :
  - La Traviata de Franco Zeffirelli
  - Deux heures moins le quart avant Jésus-Christ de Jean Yanne
  - Plus beau que moi, tu meurs de Philippe Clair
- 1984 :
  - Les Cavaliers de l'orage de Gérard Vergez
  - Par où t'es rentré ? On t'a pas vu sortir de Philippe Clair
  - Besoin d'amour de Jerry Schatzberg
- 1985 :
  - Bras de fer de Gérard Vergez
  - A.D. : Anno Domini de Stuart Cooper
- 1986 : Pirates de Roman Polanski
- 1988 : Toscanini (Il giovane Toscanini) de Franco Zeffirelli
- 1989 : Bille en tête de Carlo Cotti
- 1991 :
  - L'Autre de Bernard Giraudeau
  - Mayrig d'Henri Verneuil
- 1992 : Écrans de sable de Randa Chahal Sabbagh
- 1994 :
  - Voyage de John Mackenzie
  - Foreign Students d'Eva Sereny
- 2001 :
  - Boys on the Run de Pol Cruchten
  - I cavalieri che fecero l'impresa de Pupi Avati
- 2002 :
  - Femme fatale de Brian De Palma
  - Mafia Love (Avenging Angelo) de Martyn Burke
  - Ballistic de Wych Kaosayananda
- 2005 : Chromophobia de Martha Fiennes
- 2007 :
  - Hannibal Lecter : Les Origines du mal de Peter Webber
  - La Dernière Légion de Doug Lefler (en)
  - Medieval Pie : Territoires vierges de David Leland
- 2009 : Baarìa de Giuseppe Tornatore
- 2011 : Or noir de Jean-Jacques Annaud
- 2014 : Autómata de Gabe Ibáñez

### Producteur délégué
- 1979 : Monty Python : La Vie de Brian de Terry Jones
- 1980 : Rodriguez au pays des merguez de Philippe Clair
- 1983 : Le Grand Carnaval d'Alexandre Arcady
- 1984 : Les Morfalous d'Henri Verneuil
- 2022 : Enzo le Croco (Lyle, Lyle, Crocodile) de Josh Gordon et Will Speck

### Distributeur
- 2002 : Père et Flic de Michael Caton-Jones
- 2005 : Quartier VIP de Laurent Firode

## Nominations
- 1984 : British Academy Film Award du meilleur film pour La Traviata[38]

## Distinctions
- Légion d'honneur (1984)[3],[39] ;
- Commandeur de l'Ordre tunisien du Mérite (2004)[40].